# Bhakti Vigyana Goswami (Vadim Tuneev)

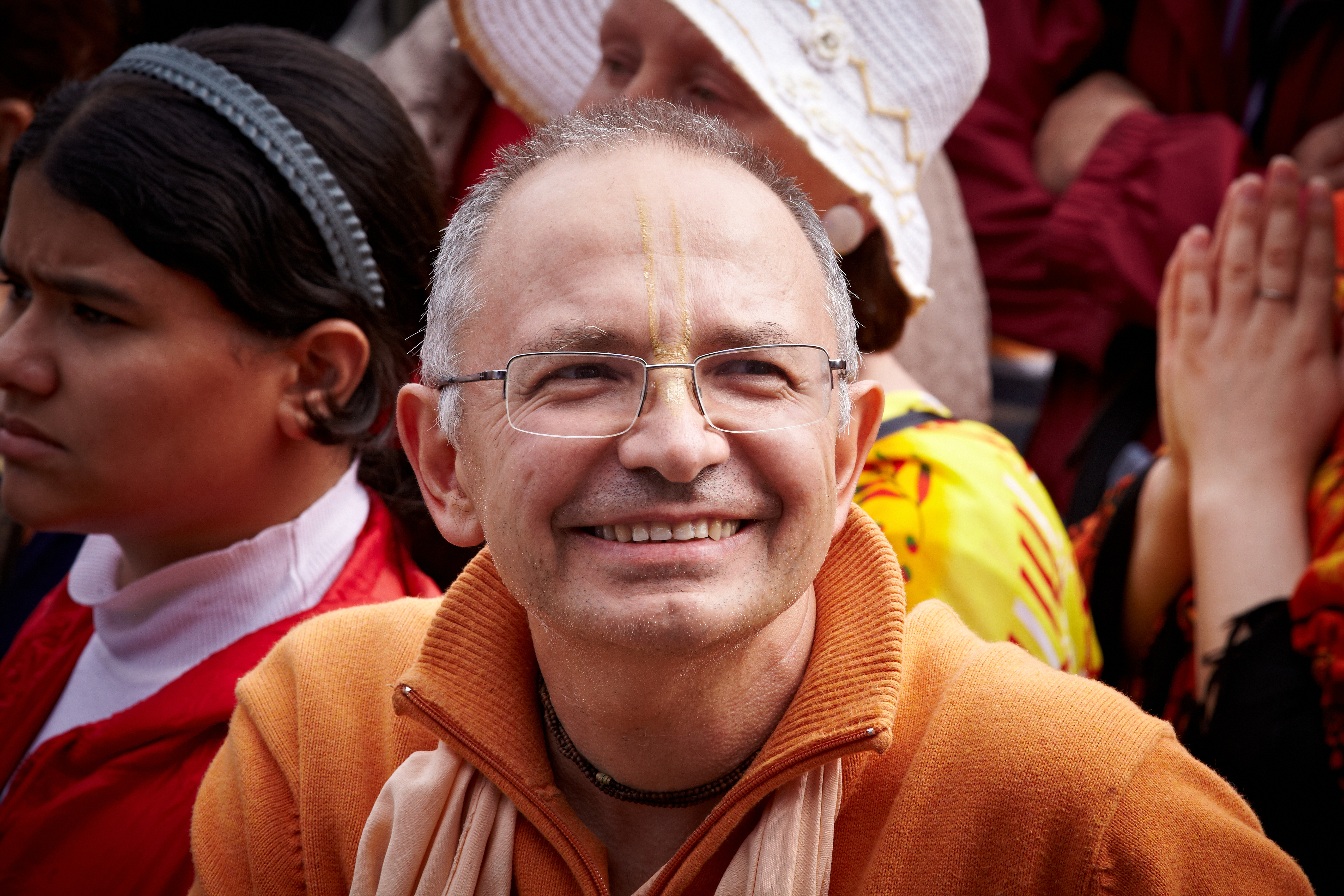

Bhakti Vigyana Goswami (nombre antes de convertirse en monje - Vaidyanatha(a) Das(a), ; nombre de nacimiento - Vadim Mihaylovich Tuneev, nacido el 30 de agosto de 1956, Taskent, Uzbekistán SS) fue un líder religioso hindú Hare Krishna, uno de los líderes espirituales de la Asociación Internacional para la Conciencia de Krishna (ISKCON), discípulo de Radhanath Swami. El jefe de la rama rusa de ISKCON - "Centro para las sociedades de Conciencia de Krishna en Rusia", miembro del Consejo del gobierno de ISKCON, uno de los "gurús iniciadores" de ISKCON. Miembro del activo de la Sociedad para la cooperación cultural y empresarial con India. Candidato de ciencias químicas, especialista enbiología molecular.

## Biografía
La madre de Vadim era filóloga y candidata de ciencias mientras que su padre se había graduado de un instituto financiero y trabajó como jefe del departamento de cibernética en el Instituto Agrícola de Leningrado. El abuelo de Vadim también era un científico, profesor y jefe del departamento. Cuando nació Vadim, sus padres aún no tenían su propio apartamento, y el abuelo y la abuela cuidaban al niño. Se quedó con ellos en Taskent hasta los 17 años. El abuelo de Vadim era el miembro más cercano de su familia.
En 1960, nació la hermana de Vadim, Olga. En 1966, cuando Vadim tenía diez años, la casa en la que vivía con su abuelo fue destruida por el terremoto de Taskent.
Hacia 1978 conoció a Japa Dasa, estudiante seguidor de Hare Krishna, y empezó a leer el Bhagavad Gita, tras lo que se convirtió al visnuismo. En 1983, Vadim recibió su iniciación de Harikesa Swami, líder de ISKCON en la Unión Soviética, y tomó el nombre espìritual de Vaidyanatha Dasa.